# Werner Hillebrand
Werner Hillebrand (* 20. August 1923; † 1995) war ein deutscher Historiker, Archivar und Autor. Nach Promotion an Philosophische Fakultät der Universität Kiel im Jahr 1955, leitete er das Stadtarchiv Goslar von 1961 bis 1988. Im Auftrag der Arbeitsgemeinschaft der niedersächsischen Kommunalarchivare war er Herausgeber des Handbuchs der niedersächsischen Stadtarchive, das 1981 im Verlag Vandenhoeck & Ruprecht in Göttingen erschienen ist.

## Schriften
- Die Besitzverhältnisse des Osnabrücker Adels bis 1300. Hochschulschrift. Dissertation vom 8. September 1955. Philosophische Fakultät der Universität Kiel, Kiel 1955, OCLC 73946196.
- Besitz- und Standesverhältnisse des Osnabrücker Adels 800 bis 1300. Vandenhoeck & Ruprecht, Göttingen 1962, OCLC 460626735.
- 1000 Jahre Erzbergwerk Rammelsberg bei Goslar. Kultur- und Schulamt, Goslar 1968, OCLC 55779064.
- Goslarer Schützen in alter und neuer Zeit. Stadt[verwaltung], Goslar 1970, OCLC 74201941.
- Goslar vor 50 Jahren. Stadt Goslar, Goslar 1972, OCLC 74145145.
- Grund-Riss der ehemals kayserlich freyen Reichs-, jetzt königlich preussischen Stadt Goslar. Geschichts- und Heimatschutzverein, Goslar 1973, OCLC 163188958.
- 3 Jahrhunderte Post in Goslar. Katalog der Sonderausstellung im Goslarer Museum vom 23. Juni bis 21. August 1973. Kultur- u. Schulamt [Vertrieb], Goslar 1973, OCLC 915761599.
- Schönes Goslar. Fackelträger, Hannover 1975, ISBN 3-7716-1383-3.
- als Hrsg.: Goslar. Das Bild der Stadt im 19. und 20. Jahrhundert. Eine Photodokumentation. Geschichts- und Heimatschutzverein Goslar e. V., Goslar 1975, OCLC 602762105.
- 375 Jahre Druckereiwesen in Goslar. Sonderausstellung im Goslarer Museum vom 10. Juni 1977 bis 21. August 1977. Goslarer Museum, Goslar 1977, OCLC 758396827.
- [Red.]: 450 Jahre Reformation in Goslar. Sonderausstellung der Stadt Goslar im Goslarer Museum vom 22. September bis 12. November 1978. Goslarer Museum in Verbindung mit der Ev.-Luth. Propstei Goslar, Goslar 1978, OCLC 992896563.
- Einführung in die Geschichte und Bestände des Stadtarchivs Goslar. Geschichts- und Heimatschutzverein, Goslar 1979, OCLC 613663950.
- Goslar. Deutscher Kunstverlag (Deutsche Lande - Deutsche Kunst), München 1972, ISBN 3-422-00086-0.
- als Herausgeber im Auftrag der Arbeitsgemeinschaft der niedersächsischen Kommunalarchivare: Handbuch der niedersächsischen Stadtarchive. Vandenhoeck & Ruprecht, Göttingen 1981 (Veröffentlichungen der Niedersächsischen Archivverwaltung, Heft 40), ISBN 978-3-525-35521-3.
- Goslar. Aufnahmen: Helga Schmidt-Glassner und Jutta Brüdern. 3., veränd. Aufl., Deutscher Kunstverlag, München / Berlin 1985, ISBN 978-3-422-00127-5
- 800 Jahre Kloster Neuwerk. 1186 bis 1986. Sonderausstellung im Goslarer Museum vom 31. Mai bis 17. August 1986. Hrsg. von der Stadt Goslar, Kulturreferat, Goslar 1986, OCLC 64497561.